# ヘキサメリックス
ヘキサメリックス (Hexameryx ) は、新生代中新世後期の北アメリカ大陸に生息した、草食動物の絶滅した属である。鯨偶蹄目 - ウシ亜目 - プロングホーン科に属する。

## 形態
肩高約70センチメートル。頭部には、基部から三つの枝に分岐する、一対の角を持つ。この為、一見この動物には六本の角がある様に見える。属名のHexa (ヘキサ、6を意味する) はこれに由来する。分岐した枝は左右方向に薄く、頭部の前方から後方にかけて並ぶ。前方及び中央の枝はやや外側に傾くが、最も長い後ろの枝は左右方向へ傾く事なく後方へ向かって伸びる。これらの枝には、各々独立した角質の鞘が被っていたと推定される。